# Србија и Црна Гора на Светском првенству у атлетици у дворани 2004.
Србија и Црна Гора је други пут учествовала на 10. Светском првенству у атлетици у дворани 2004. одржаном у Будимпештиу од 5. до 7. марта. Репрезентацију Србија и Црна Горе представљала је 1 атлетичарка која се такмичила у трци на 60 метара.
На овом првенству такмичарка Србије и Црне Горе није освојила ниједну медаљу нити је остварила неки резултат.

## Учесници
Жене:
- Елвира Панчић — 60 м

## Резултати

### Жене
| Атлетичарка   | Дисциплина | Лични рекорд | Квалификације | Квалификације | Полуфинале            | Полуфинале            | Финале                | Финале       | Детаљи |
| Атлетичарка   | Дисциплина | Лични рекорд | Резултат      | Место         | Резултат              | Место                 | Резултат              | Место        | Детаљи |
| ------------- | ---------- | ------------ | ------------- | ------------- | --------------------- | --------------------- | --------------------- | ------------ | ------ |
| Елвира Панчић | 60 м       | 7,36         | 7,47          | 6. у гр. 1    | Није се квалификовала | Није се квалификовала | Није се квалификовала | 26 / 34 (37) |        |